# Cathédrale de la Déposition-de-la-robe de Parfenievo
La cathédrale de la Déposition-de-la-robe(en russe : Собор Ризоположения, Sobor Rizopolojeïnia) est une cathédrale orthodoxe construite en pierre, située dans le village de Parfenievo, dans le raïon éponyme, dans l'oblast de Kostroma, en Russie européenne. Elle est située au no 20a de la rue Lénine, sur la colline de la Cathédrale.
L'édifice est classé sous le nom de « Ensemble de l'église de la Déposition-de-la-robe (Makarievskaïa) » dans la liste de l'héritage patrimonial de la Russie d'importance fédérale sous le n°441620502800006. La cathédrale est de style Empire russe, style dérivant du style Empire. La construction de l'édifice actuel remonte à 1848, mais le premier était le plus vieux de tout le village.

## Histoire

### Construction du premier et du second édifice
Peu après la fondation du village au début des années 1520 (la première mention est en 1522), une église en bois fut construite juste à côté de forteresse. La forteresse se situait sur la colline où se trouve aujourd'hui l'église de la Résurrection, et l'église jouxtait la forteresse (l'église était à l'emplacement de l'église de la Résurrection du Christ actuelle). L'église de la Déposition-de-la-robe était celle qui avait le tocsin, redouté par les habitants car sonnant que si l'ennemi approchait. Mais quelques années après, cette église a brûlé.
Au XVIIe siècle, l'église Saint-Nicolas de la ville a brûlé, et il fut alors décidé de construire une nouvelle église, l'église de la Déposition-de-la-robe, du nom de la première. Cette nouvelle église fut mentionnée en 1616 pour la première fois et à nouveau en 1653. À ce moment-là, l'édifice devint une cathédrale, car principal édifice religieux du village. L'édifice était aussi sur la place commerciale du village, et l'église servait aussi à des fins commerciales, avec des instruments de mesure à l'intérieur. Plus tard, une chapelle fut construite à côté de l'église dédiée à Saint-Macaire de l'Ounja.

### Nouvel édifice

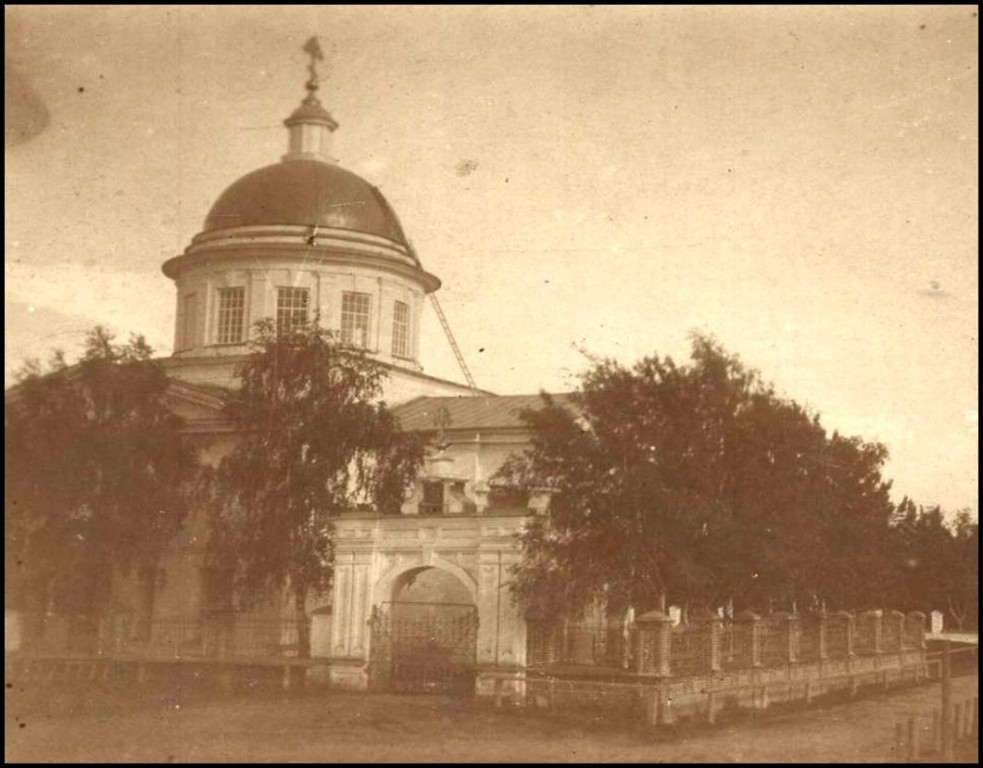
La Cathédrale de la Déposition-de-la-robe au début du XXe siècle.

En 1848, un nouvel édifice, dans le style Empire russe, dérivant du style Empire français est construit, avec à l'intérieur trois autels, aux frais des paroissiens. Les icônes installées sont dédiées à la Déposition de la robe, à Macaire de l'Ounja et à Parascève d'Iconium.
Pendant l'époque soviétique, la cathédrale es fermée et transformée en salle de cinéma. Mais après la dislocation de l'URSS, l'édifice est rendu à la communauté religieuse, et des travaux de restaurations sont effectués.
Par décret du président russe no 176 du 20 février 1995, l'« ensemble de l'église de la Déposition-de-la-robe (Makarievskaïa) », comprenant aussi l'église de la Résurrection est classé comme élément patrimonial culturel russe d'importance fédérale.